# Sportleistungsabzeichen der DDR

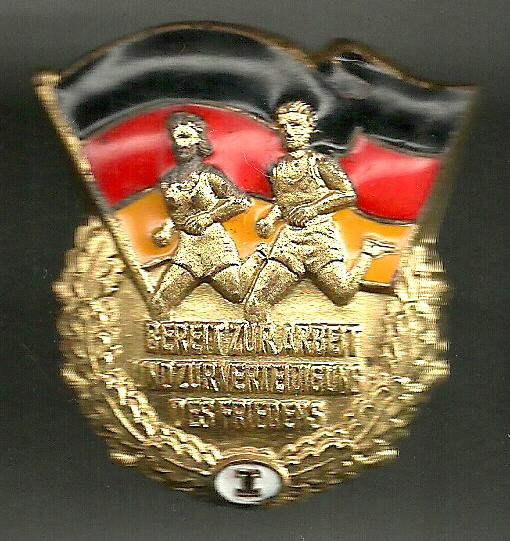
Sportabzeichen der DDR (zweite Form 1951–1952) für Erwachsene, I. Stufe

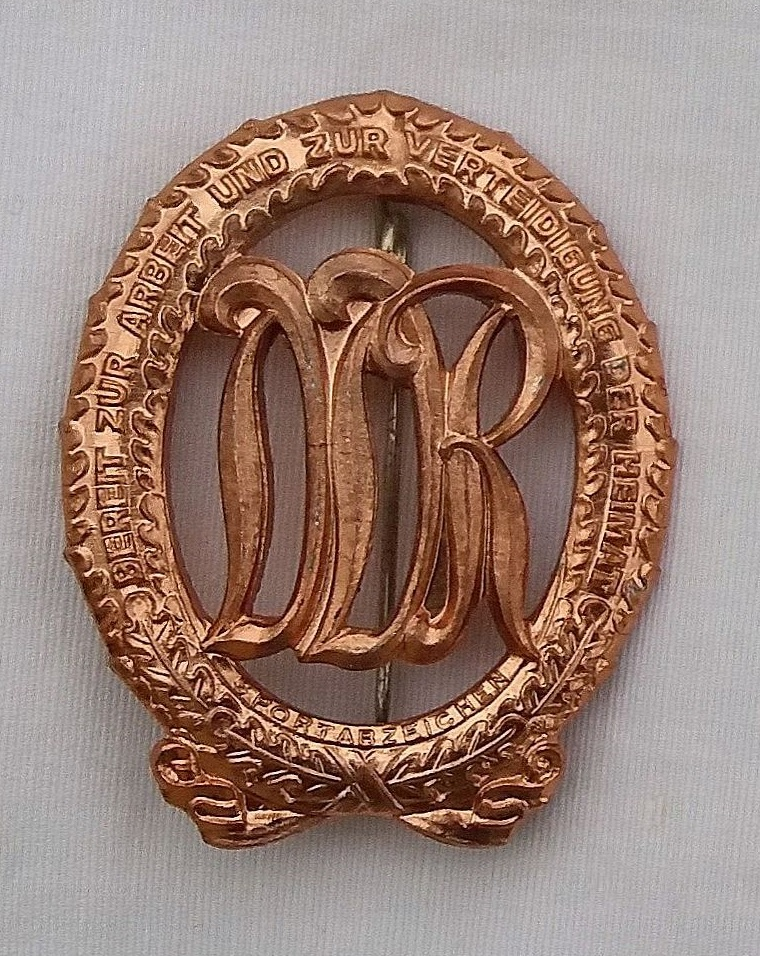
Sportabzeichen der DDR (vierte Form 1956–1964) für Erwachsene, Bronze

Das Sportleistungsabzeichen der DDR, umgangssprachlich auch nur Sportabzeichen (der DDR) genannt, war eine nichtstaatliche Auszeichnung  des Sportausschusses und des Deutschen Turn- und Sportbundes (DTSB) in der DDR, welches 1950 gestiftet und nach Erbringen vorgeschriebener Leistungen verliehen wurde. Bereits 1951 wurde es 268.000 mal verliehen und galt in der Folge als eine Massenauszeichnung der DDR.

## Verleihungsformen

### Erste Form (1950)
Die erste Form des Sportleistungsabzeichens der DDR besteht aus einem Eichenlaubkranz, in dessen Mitte das Brustrelief zweier Sportler, eines Mannes sowie einer Frau, zu sehen ist, die beide vor der wehenden farbigen Flagge der DDR, noch ohne Staatswappen, stehen. Unter diesen Brustbildern ist die in erhaben geprägte Aufschrift: BEREIT ZU ARBEIT / UND ZUR VERTEIDIGUNG / DES FRIEDENS zu lesen. Die wehende Flagge geht dabei über den oberen Rand des Eichenlaubkranzes hinaus. Dieser ist auch in seiner unteren Mitte von einem weißen Oval unterbrochen, auf dem in schwarzen römischen Ziffern die verliehene Stufe: I, II oder III zu lesen ist. Die Abzeichen dieser Serie sind 51 mm hoch, vergoldet und auf der Rückseite nummeriert.

### Zweite Form (1951–1952)
Die zweite Form des Abzeichens ist deutlich kleiner als die erste. Seine Höhe beträgt nur noch 42 mm. Es zeigt an Stelle des Brustbildes des Mannes und der Frau diese nun in laufender sportlicher Tätigkeit vor der wehenden farbigen Flagge der DDR, ebenfalls noch ohne Staatswappen. Umschlossen wird die Symbolik weiterhin von einem Eichenlaubkranz, der nach oben hin von der Flagge der DDR durchbrochen wird. Die Aufschrift unter der Symbolik der Läufer BEREIT ZU ARBEIT / UND ZUR VERTEIDIGUNG / DES FRIEDENS ist ebenfalls gleich geblieben.
- Erwachsene

Das allgemeine Abzeichen für Erwachsene war vergoldet und trug an der unteren Seite des Eichenlaubkranzes mittig ein weißes Oval, in dem eine schwarze römische Zahl die verliehene Stufe anzeigt.
- Versehrte

An Versehrte wurde das gleiche vergoldete Abzeichen wie für Erwachsene verliehen, allerdings ohne das kleine weiße Oval an der unteren Seite des Eichenlaubkranzes.
- Jugendliche

Daneben existiert noch eine versilberte Variante des Abzeichens welche 35 mm hoch ist und als Jugendabzeichen verliehen wurde. Dieses hat die Aufschrift: SEI BEREIT ZU ARBEIT / UND ZUR VERTEIDIGUNG / DES FRIEDENS.

### Dritte Form (1953–1956)
1953 wurde das Sportleistungsabzeichen der DDR erneut geringfügig im Vergleich zu seinem Vorgänger geändert.
- Erwachsene und Versehrte

Für Erwachsene und Versehrte zeigte es weiterhin das bekannte Aussehen, allerdings fiel das weiße Oval an der unteren Seite des Eichenlaubkranzes samt seinen römischen Ziffern und der rückseitigen Nummerierung weg. Stattdessen war die Stufe II des Abzeichens nun silbern und die Stufe I bronziert.
- Kinder und Jugendliche

Kinder und Jugendliche erhielten ein vergoldetes Abzeichen in drei Altersgruppen zu je zwei Stufen, welches 31 mm hoch ist und wie folgt aussah:
- - Jungpioniere: Läuferpaar vor einer wehenden blauen Flagge mit dem Symbol der Jungpionier und der darunter liegenden Aufschrift:
    - 1. Stufe SEI BEREIT / FÜR FRIEDEN / UND / VÖLKERFREUNDSCHAFT. Letzteres Wort halbkreisförmig angelegt.
    - 2. Stufe IMMER BEREIT / FÜR FRIEDEN / UND / VÖLKERFREUNDSCHAFT. Letzteres Wort halbkreisförmig angelegt.

- - Thälmannpioniere: Läuferpaar vor einer wehenden blauen Flagge mit weißer Taube und der darunter liegenden Aufschrift:
    - 1. Stufe SEI BEREIT / FÜR FRIEDEN / UND / VÖLKERFREUNDSCHAFT. Letzteres Wort halbkreisförmig angelegt.
    - 2. Stufe IMMER BEREIT / FÜR FRIEDEN / UND / VÖLKERFREUNDSCHAFT. Letzteres Wort halbkreisförmig angelegt.

- - Jugendliche: Läuferpaar vor einer wehenden Schwarz-Rot-Goldenen Flagge und der darunter liegenden Aufschrift:
    - 1. Stufe SEI BEREIT / FÜR FRIEDEN / UND / VÖLKERFREUNDSCHAFT. Letzteres Wort halbkreisförmig angelegt.
    - 2. Stufe IMMER BEREIT / FÜR FRIEDEN / UND / VÖLKERFREUNDSCHAFT. Letzteres Wort halbkreisförmig angelegt.

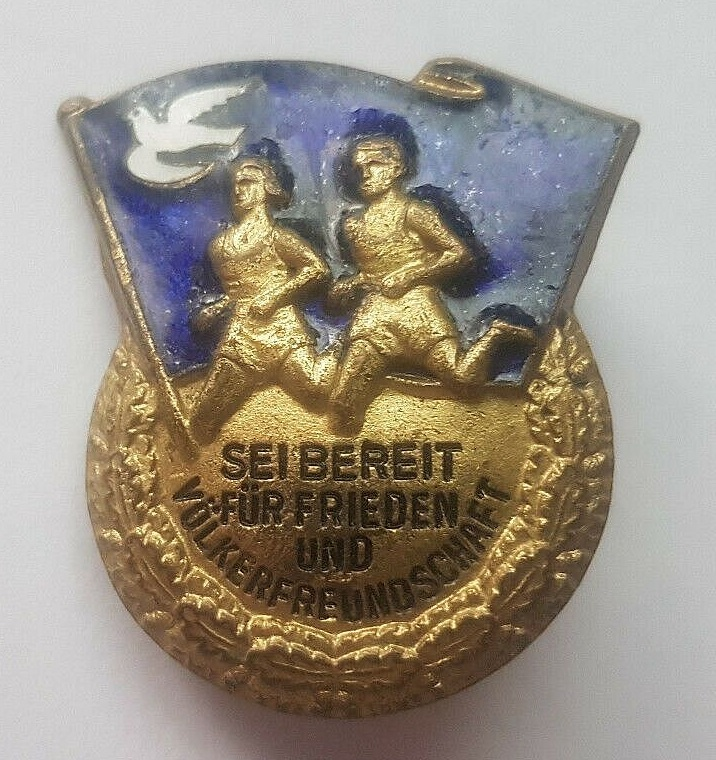
Sportabzeichen der DDR (dritte Form 1953–1956) für Thälmannpioniere
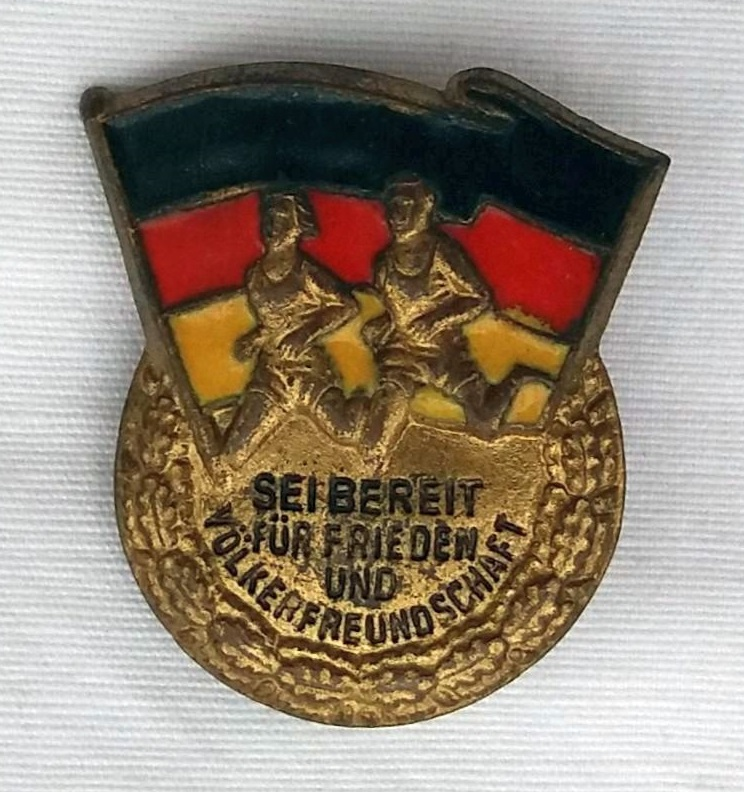
Sportabzeichen der DDR (dritte Form 1953–1956) für Jugendliche

### Vierte Form (1956–1964)
1956 wurde das Sportleistungsabzeichen der DDR nach einer Neuausrichtung der Verleihungsbedingungen neu aufgelegt und die bisherige Form des Abzeichens vollständig verworfen. Das nun verwendete Abzeichen orientierte sich am Aussehen des traditionsreichen Deutschen Sportabzeichens, das schon 1912 vom  Deutschen Reichsausschuß für Olympische Spiele (DRA) eingeführt und unter der Bezeichnung Reichssportabzeichen auch 1934–1945 verliehen worden war.
Das Sportleistungsabzeichen der DDR von 1956 besteht aus einem 51 mm hochovalen Eichenlaubkranz in dessen Kranzblättern die Umschrift: BEREIT ZUR ARBEIT UND ZUR VERTEIDIGUNG DER HEIMAT eingelassen ist. Mittig des Kranzes sind die verschlungenen Buchstaben: DDR zu lesen. Darunter auf einem gebogenen Schriftband: SPORTABZEICHEN.
- Erwachsene und Versehrte

Die Verleihung an Erwachsene und Versehrte erfolgte in drei Stufen. Dazu gehörte außerdem ein Anhänger, der aus zwei V-förmigen Eichenlaubzweigen bestand, in dessen Mitte eine römische Zahl von I bis VII für die Anzahl der Wiederholungen zu sehen ist.
- Kinder und Jugendliche

Das Abzeichen für Kinder (in Bronze) und Jugendliche (in Silber) ähnelt in seinem Äußeren der neuen Form des Erwachsenenzeichens, war allerdings fast rund und hatte einen Durchmesser von 38 mm. Im unteren Schnittpunkt der Eichenlaubzweige zeigte es die geprägten Buchstaben A für jüngere (Altersgruppe A) oder B für ältere (Altersgruppe B) Erwerber.

Das 1912 vom DRA eingeführte  Deutsche Sportabzeichen
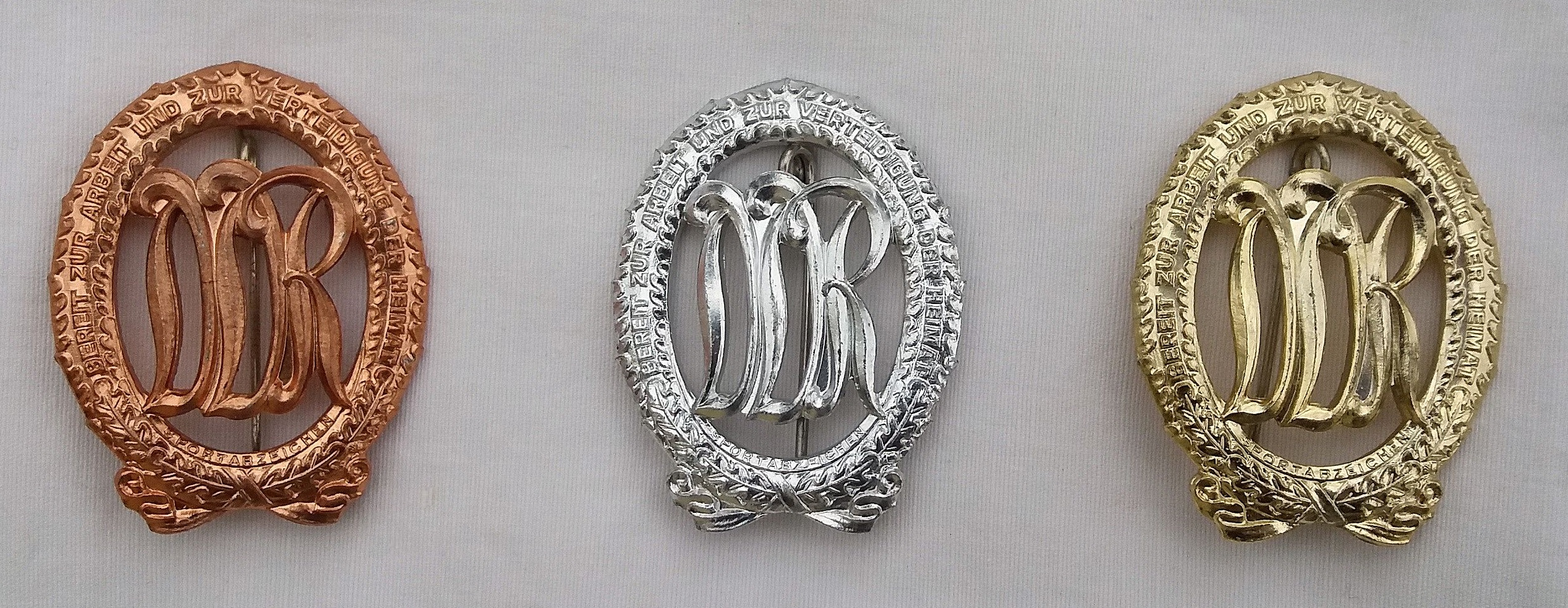
Sportabzeichen der DDR (vierte Form 1956–1964) für Erwachsene in  Bronze, Silber und Gold
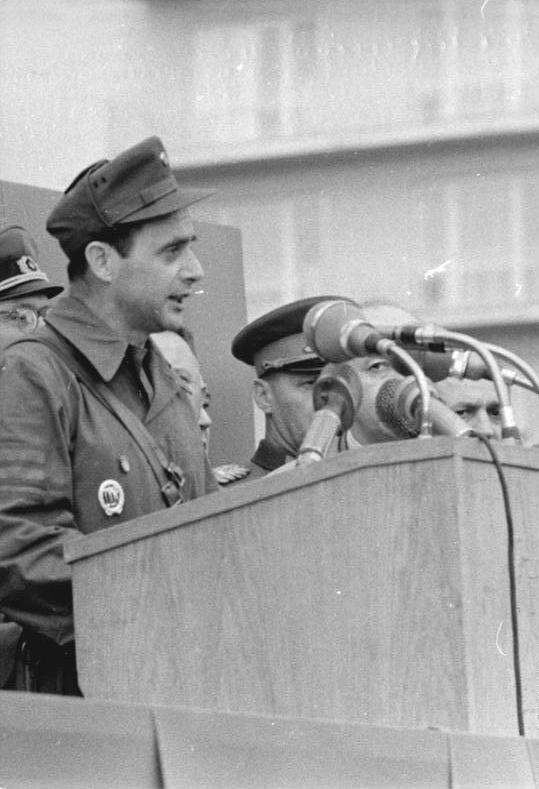
Trageweise des Sportabzeichens der DDR am Revers eines Angehörigen der Kampfgruppen
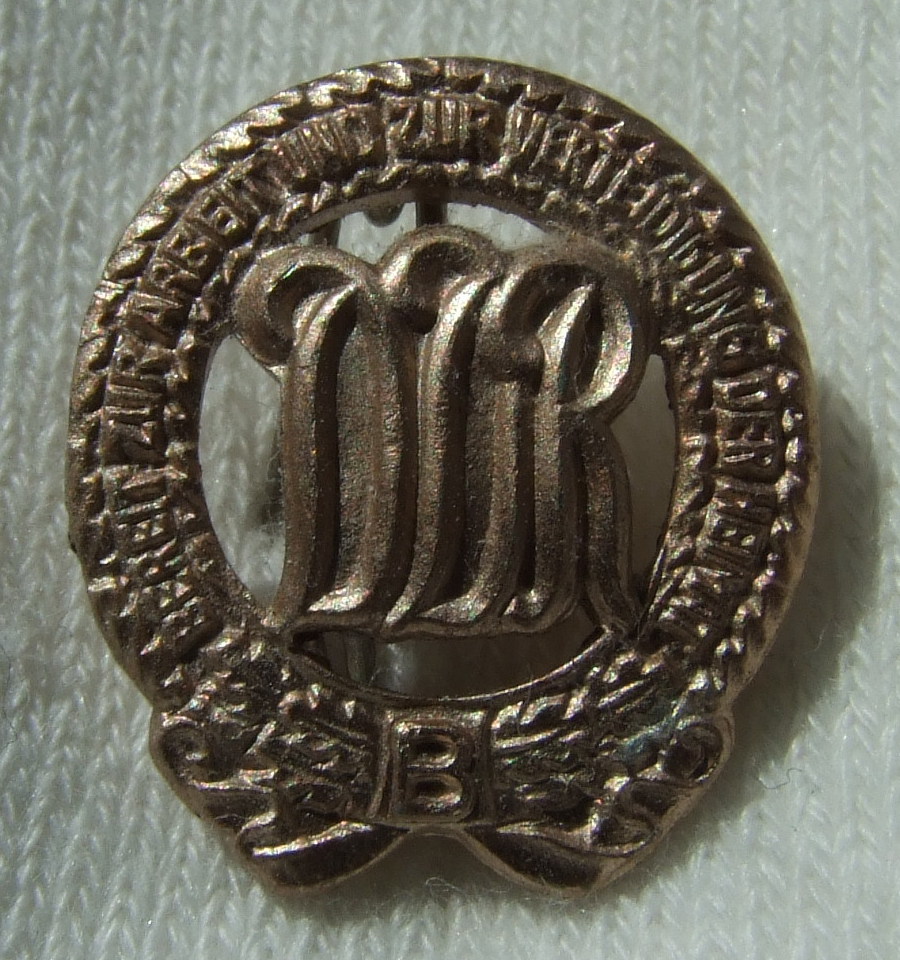
Sportabzeichen der DDR (vierte Form 1956–1964) für Jugendliche der Altersgruppe B

### Fünfte Form (1965–1975)
1965 wurde die fünfte Form des Sportabzeichens der DDR geschaffen. Dabei gab es folgende Varianten:
- Erwachsene

Das 20 mm hochovale Abzeichen besteht aus einem geschlossenen Eichenlaubkranz, dessen untere Ende mit einer stilisierten Schleife verbunden sind. Auf die Inschrift BEREIT ZUR ARBEIT UND ZUR VERTEIDIGUNG DER HEIMAT wurde verzichtet. Die Stufenteilung erfolgte in
- Gold
- Silber und
- Bronze

Die Rückseite zeigte eine senkrechte oder waagerecht aufgelötete Nadel mit Gegenhaken oder eine Längsnadel. Erwachsene konnten sich jedoch auf eigene Kosten ein 49 mm großes Vorsteckabzeichen beschaffen, das weitaus dekorativer war, als die kleine Anstecknadel.
- Jugendliche

Das 16 mm hochovale Abzeichen für die Jugendlichen gleicht dem der Erwachsenen, war nur etwas kleiner und wurde auch in der gleichen Stufeneinteilung (Bronze, Silber, Gold) verliehen. Die Abzeichen wurde nach der Altersklasseneinteilung I und II verliehen, dessen Klassen durch einen entsprechenden Anhänger sichtbar herausgestellt werden sollte. Sie blieben aber eine Seltenheit, was wohl der Tatsache geschuldet war, dass diese immer wieder, aufgrund mangelhafter Aufhängung vom Abzeichen abfielen.
- Kinder

Das 16 mm nicht hochovale, sondern querovale Abzeichen ist von gleicher Beschaffenheit wurde aber nur in Silber und Bronze verliehen. Die Abzeichen wurde nach der Altersklasseneinteilung I, II, III und IV vergeben, wobei die jeweilige Altersklasse durch einen entsprechenden Anhänger sichtbar herausgestellt werden sollte. Zur Befestigung dieser Anhänger hatten die Abzeichen an der Unterseite zwei kleine Löcher. Die Anhänger blieben aber letztlich eine Seltenheit, was der Tatsache geschuldet war, dass diese immer wieder – aufgrund mangelhafter Aufhängung – vom Abzeichen abfielen.

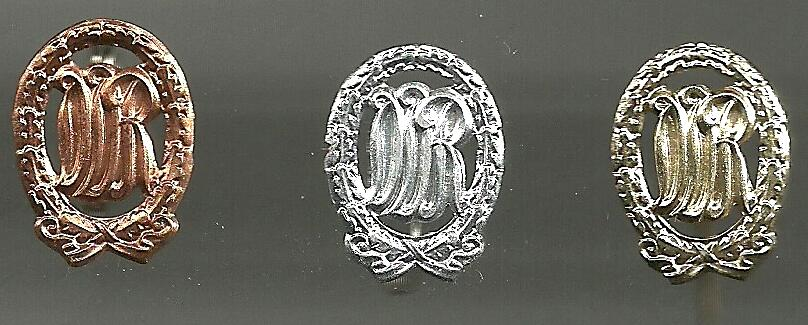
Sportabzeichen (Form 1965–1990) in Bronze, Silber und Gold. Für Erwachsene 20 mm hoch,  für Jugendliche 16 mm.
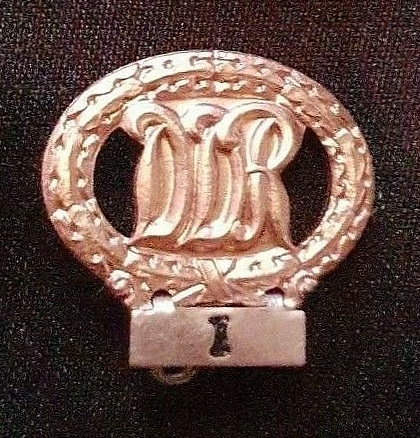
Sportabzeichen für Kinder (fünfte Form 1965–1975) der Altersklasse I in Bronze
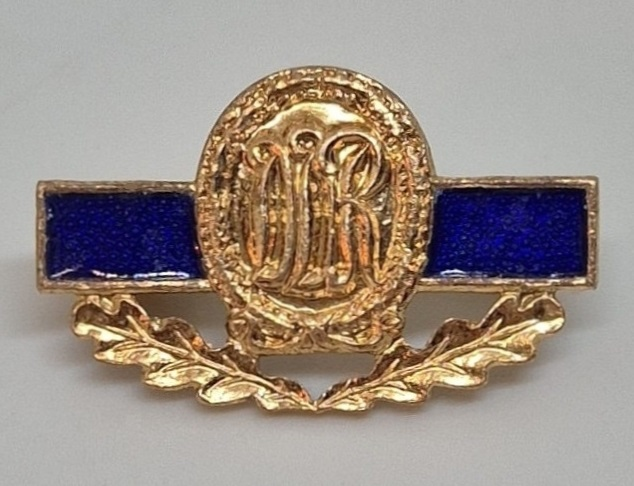
Sportabzeichen-Medaille

- Sportabzeichen-Medaille

Um ehrgeizige Sportler bei Mehrfachverleihungen nicht jedes Mal eine Anstecknadel überreichen zu müssen, wurde für den wiederholten Erwerb des Abzeichens nach einem Punkteschlüssel (ab 18 Punkten) die Sportabzeichen-Medaille verliehen. Für wiederholte Goldstufe gab es hierfür drei Punkte, für wiederholte Silberstufe zwei und für wiederholte Bronzestufe einen Punkt. Die Sportabzeichen-Medaille war in Spangenform gehalten, deren Balken 26,5 mm breit und blau lackiert bzw. emailliert war. In seiner Mitte wurde ein 13,5 mm großes Sportabzeichen in der verliehenen Stufe aufgesetzt. Darunter waren zwei V-förmige Eichenblätter angebracht, deren Spitzen zu den Enden der Spange zeigen.

### Sechste Form (1976–1990)
Ab 1976 wurde die sechste und letzte Sportabzeichenserie aufgelegt, bei dem für Kinder der Altersklasse II eine rhombenförmige Anstecknadel neu eingeführt wurde. Das Aussehen der übrigen Abzeichen blieb im Vergleich zur fünften Serie gleich. Es wurden verliehen:
- für Erwachsene die hochovale 20 mm große Anstecknadel in drei Stufen
- für Jugendliche die hochovale 16 mm große Anstecknadel in drei Stufen
- für Kinder der Altersklasse I die 15 mm querovale Anstecknadel in zwei Stufen
- für Kinder der Altersklasse II die 20 mm hohe rhombenförmige Anstecknadel in zwei Stufen

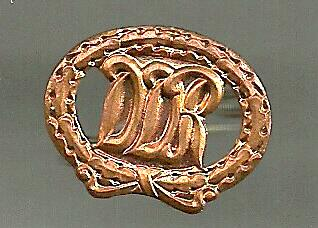
Sportabzeichen (sechste Form 1976–1990) für Kinder der Altersklasse I in Bronze
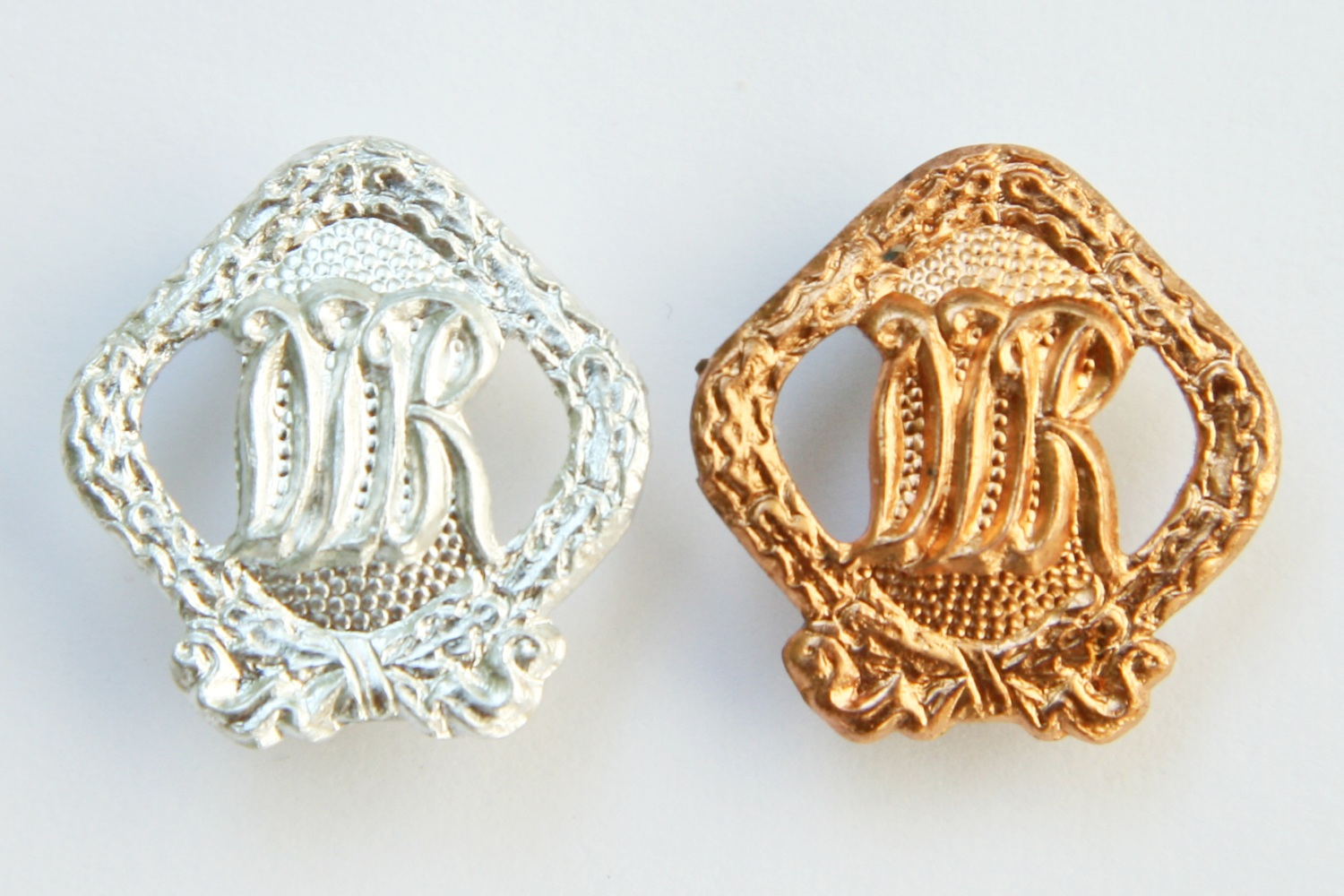
Sportabzeichen (sechste Form 1976–1990) für Kinder der Altersklasse II in Silber und Bronze
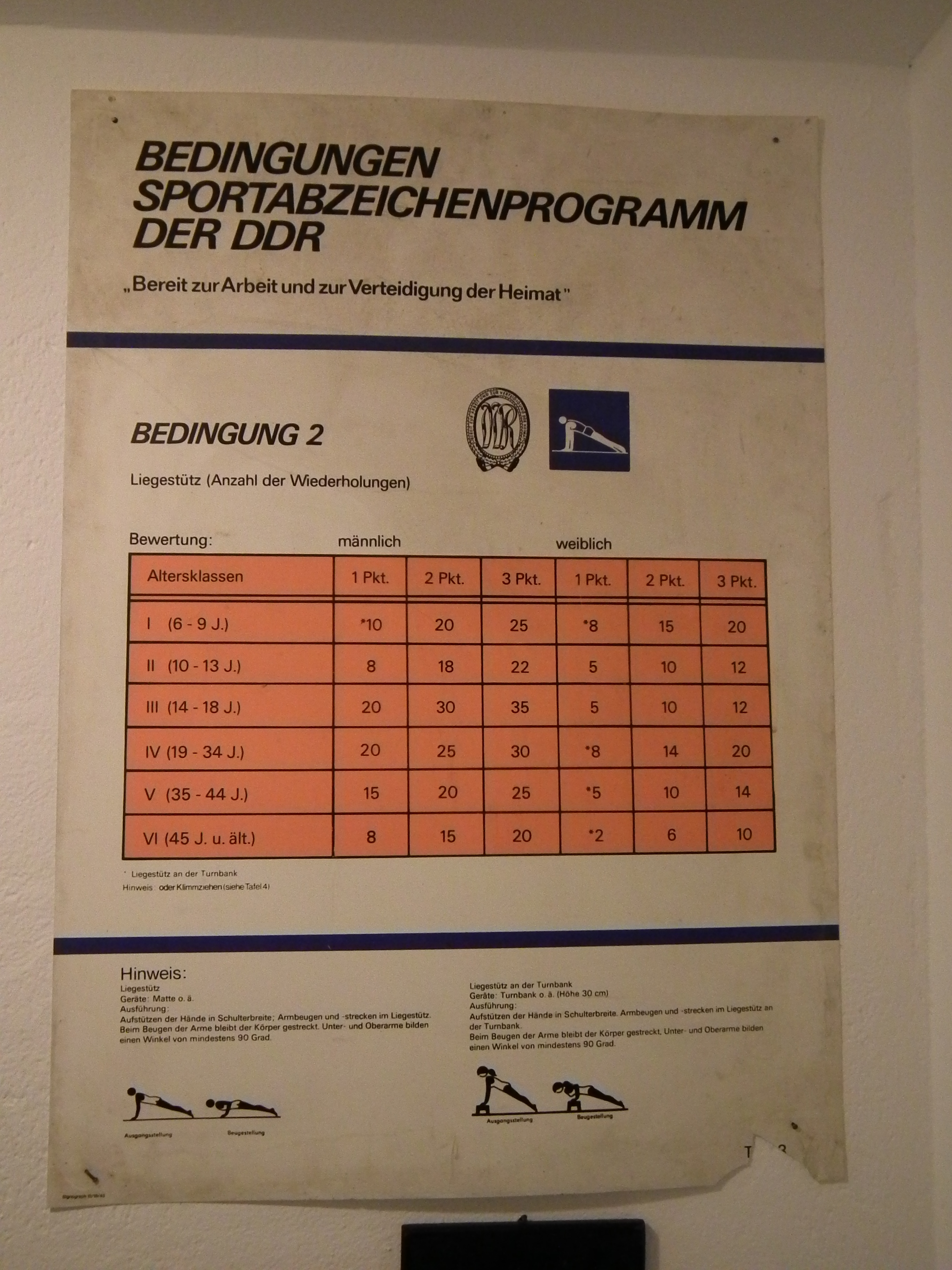
Bedingungen Sportabzeichenprogramm der DDR (Liegestütze)

Die Sportabzeichen-Medaille wurde hingegen jetzt für den zehnmaligen Erwerb eines beliebigen Sportabzeichens verliehen. Erwachsene konnten sich auch weiterhin ein 49 mm großes Abzeichen auf eigene Kosten beschaffen.